# Simfonija št. 4 (Mahler)
Gustav Mahler: Simfonija št. 4 v G duru.
Okviren čas trajanja: 50-55 minut
Četrto simfonijo v G duru je Mahler napisal poleti leta 1899 v Bad Ausseeju in 1900 v Majrobniku ob Vrbskem jezeru in je ena najkrajših Mahlerjevih simfonij. Skladatelj je izbral klasično štiristavčno obliko, v orkestraciji pa se je odrekel pozavnam in tubi, tako da celotno delo kaže nekakšno vedro prosojnost. Prvi stavek se začne s kratkim ritmičnim uvodom, nato pa violine odigrajo očarljiv, povsem dunajski motiv z razvezom v ritardandu in diminuendu. Kljub vedri naravi glasbe se v izpeljavi s solom violine oglasijo otožni toni in zdi se, kot da skladatelj venomer vodi poslušalca po tanki ločnici med ironijo in tragiko. Drugi stavek je ljudski ples v triosminskem taktu. Solistična violina je uglašena za cel ton više – to ji daje nenavadno rezko barvo, ljubeznivemu lendlerju pa groteskno naravo, kot bi bil v resnici mrtvaški ples. »Freund Hein spielt auf,« (prijateljica smrt zaigra) je ob njem pripomnil avtor. Temu grotesknemu razpoloženju kljubuje idilična druga tema. Čustveni, globoko osebnoizpovedni tretji stavek v obliki variacij na dve kontrastni temi je eden najlepših Mahlerjevih počasnih stavkov. Njegov dramatični del že napoveduje tragiko znamenitega Adagietta iz Pete simfonije. Idejo celotnega dela retrospektivno povzame zadnji stavek, Pesem o nebeškem veselju. Mahler je uglasbil eno od pesmic iz zbirke otroških pesmi Dečkov čudežni rog (Des Knabes Wunderhorn), nekakšnega Cicibana za nemške otroke. Prijazno naivno, le ob robovih rahlo bizarno pesmico spremlja z ljudsko melodiko obarvana glasba, s katero Mahler svojo idilično vizijo povzdiguje in problematizira hkrati.
Četrta simfonija je prvo Mahlerjevo delo, ki so ga izvedli v Ljubljani. V knjigi Mahler in Ljubljana dr. Primoža Kureta lahko preberemo, da jo je 6. aprila 1914 predstavil ravnatelj (tedaj nemške) ljubljanske Filharmonične družbe Rudolf von Weiss-Ostborn. Kritik je v nemškem časopisu Laibacher Zeitung zapisal, da »sodi simfonija med najlaže razumljive, najprijaznejše in najkrajše med svojimi osmimi sestrami«. O izvedbi pa je menil:
 »Gospod glasbeni direktor von Weiss-Ostborn je delo izvedel z globokim razumevanjem, predano vnemo in energičnostjo. Orkester je voljno sledil njegovim intencijam in tako je skladba imela velik učinek na številno občinstvo, ki jo je prisrčno pozdravilo. Tudi jasnemu fraziranju gre zaghvala, da je bilo razumevanje dela pomembno olajšano. Nemogočega pač ni mogoče zahtevati in dirigent se je moral ob skopo odmerjenem času zadovoljiti s tem, da je obvladal vrsto tehničnih in ritmičnih težav v modernem delu in da je izdelal glavna dinamična nasprotja. Sicer pa komaj kateri drugi mojster tako pozorno piše dinamične oznake kot Mahler ... simfonija se konča, kot rečeno s preprosto, ljudsko prijazno pesmijo iz dečkovega čudežnega roga. Izvedba nežne, preproste pesmi ... seveda ne zahteva ogromnega glasu wagnerjanske pevke; toliko bolj je treba pohvaliti, da je izvrstna dramatična pevka graške opere, gospa Fanny Pracher, izvedla prisrčno vsebino ljudske pesmi poetično in nežno.«

## Zasedba
pihala
4 flavte (3. in 4. zamenjata v piccolo)
3 oboe (3. zamenja v angleški rog)
3 klarineti v A, B in C (2. klarinet zamenja v es klarinet) (3. klarinet zamenja v bas klarinet)
3 fagoti (3. zamenja v kontrafagot)
trobila
4 rogovi v F
3 trobente v F, B
tolkala
timpani
gran cassa
činele
kraguljčki
triangel
tam-tam
campanelli
vokal
sopran solo (samo v zadnjem stavku)
godala
violine I, II
viole
violončela
kontrabasi
harfa

## Stavki
1. Bedächtig, nicht eilen (Zmerno, ne hitro)
2. In gemächlicher Bewegung, ohne Hast (Lagodno gibljivo, brez hitenja)
3. Ruhevoll, poco adagio (Mirno, precej počasi)
4. Sehr behaglich (Zelo udobno)

## Besedilo (zadnji stavek)
| Das himmlische Leben (aus Des Knaben Wunderhorn) Wir genießen die himmlischen Freuden, D'rum tun wir das Irdische meiden. Kein weltlich' Getümmel Hört man nicht im Himmel! Lebt alles in sanftester Ruh'. Wir führen ein englisches Leben, Sind dennoch ganz lustig daneben; Wir tanzen und springen, Wir hüpfen und singen, Sanct Peter im Himmel sieht zu. Johannes das Lämmlein auslasset, Der Metzger Herodes d'rauf passet, Wir führen ein geduldig's, Unschuldig's, geduldig's, Ein liebliches Lämmlein zu Tod. Sanct Lukas, den Ochsen tät schlachten Ohn' einig's Andenken und Achten, Der Wein kost' kein' Heller Im himmlischen Keller; Die Englein, die backen das Brot. | Ko nebeška nas radost obliva - iz zbirke Dečkov čudežni rog (prevedel Karel Oblak) Ko nebeška nas radost obliva, nam vsaka je zemeljska kriva. Če svetu hrupnost godi, k nam v nebo ne sodi! Tu vlada božanstveni mir, božanstveni mir. Življenje kot angelom dano, v nas polje veselo, neugnano. Vse naše početje so plesi in petje! Sveti Peter v nebesih zre k nam. Sveti Janez je jagnje odvezal, ki nanj je Herodež oprezal. Zdaj peljemo to nežno, to krotko, brezgrešno in ljubljeno jagnje v zakol! Sveti Luka da vola zaklati, brez nuje, pomisleka hkrati. Za vino skrbeti ni v rajski nam kleti in angeli kruh nam peko. |